# Okoniesznikowo
Okoniesznikowo (ros. Оконешниково) – osiedle typu miejskiego w Rosji, w obwodzie omskim, ośrodek administracyjny rejonu okoniesznikowskiego. W 2010 liczyło 5205 mieszkańców.